# Kāydān
Kāydān (persiska: کایدان) är en ort i Iran.   Den ligger i provinsen Khuzestan, i den centrala delen av landet, 500 km sydväst om huvudstaden Teheran. Kāydān ligger 63 meter över havet och antalet invånare är 796.
Terrängen runt Kāydān är platt åt sydväst, men åt nordost är den kuperad.Runt Kāydān är det ganska tätbefolkat, med 80 invånare per kvadratkilometer. Närmaste större samhälle är Shūshtar, 16,9 km söder om Kāydān. Omgivningarna runt Kāydān är i huvudsak ett öppet busklandskap.